# Coast City
Coast City è una città immaginaria creata da John Broome e Gil Kane che comparve nelle storie pubblicate dalla DC Comics. Viene spesso descritta come la casa della Lanterna Verde della Silver Age Hal Jordan.

## Storia ed ubicazione
Coast City, che comparve per la prima volta in Showcase n. 22 nel settembre-ottobre 1959, era una città ubicata in California. Questo ne fa una delle pochissime città dell'Universo DC ad avere una chiara ubicazione fin dal principio.
Coast City fu descritta solitamente come simile a San Diego o Los Angeles. Green Lantern: Rebirth la identificò come nella California del Nord, e numeri più recenti di Green Lantern la localizzarono come a 20 miglia di distanza dalla Edwards Air Force Base.

### Distruzione
Negli anni novanta, Coast City fu distrutta, con quasi tutti i suoi residenti - qui numerati come sette milioni - da parte di Mongul. La gigantesca navicella spaziale di Mongul comparve sopra la città e rilasciò migliaia di bombe sferiche che detonarono simultaneamente. Fu rivelato successivamente che Mongul stava eseguendo l'ordine dell'ex astronauta Hank Henshaw, più noto come Cyborg Superman. Mongul e Henshaw ricostruirono quindi Engine City dalle ceneri di Coast City, come parte di un piano per trasformare la Terra in un nuovo Mondo della Guerra. Il piano fu fermato da Superman, Acciaio e Superboy, con l'aiuto di Hal Jordan, che appena tornato dallo spazio trovò la sua casa distrutta.
Nell'esplosione rimasero uccisi numerosi personaggi di supporto delle storie di Lanterna Verde, inclusi Kari Limbo e numerosi impiegati della Ferris Aircraft. Jordan tentò di resuscitare la città con il suo anello del potere e scoprì che anche la sua ex ragazza era rimasta coinvolta nell'esplosione, ma se questo fosse vero o falso non fu mai chiarito.
Uno dei risultati dell'evento fu la trasformazione di Hal Jordan in Parallax, apparentemente dovuto al crollo mentale causato dalla distruzione della città, sebbene fu successivamente rivelato che era sotto l'influenza del parassita. Questo portò alla formazione di una nuova Lanterna Verde, Kyle Rayner. Un memoriale alle vittime di Coast City fu eretto nel sito della città con l'aiuto della maggior parte dei più grandi supereroi del periodo.
Per un certo periodo, una città aliena chiamata Haven, risiedette sulle rovine di Coast City.
Quando Hal Jordan morì per salvare il mondo, gli eroi gli resero onore: fu costruita una fiamma eterna in sua memoria. Swamp Thing utilizzò i suoi poteri per riempire Coast City con il verde.
Fu successivamente rivelato che Hank Henshaw aveva scelto Coast City perché sua moglie Terri era una delle residenti.

### Ricostruzione
Più recentemente, Coast City fu ricostruita sulla scia dell'apparente ritorno di Hal Jordan tra i vivi. Mentre lo Spettro, Hal Jordan, ed il parassita Parallax combattevano per il controllo del potere dello Spettro, tutte le strade, segnali stradali e l'appartamento di Jordan ricomparvero, gettando così le basi per la ricostruzione della città. Ripopolare la città ricostruita divenne l'ultima iniziativa di Jonathan Vincent Horne, l'allora presidente degli Stati Uniti. Associazioni di beneficenza e le industrie nel mondo, inclusa la Wayne Enterprises, diedero contributi per lo scopo di ricostruzione della città. Nonostante tutto ciò, Coast City rimase una città fantasma a causa della sua reputazione come sito di omicidio di massa. Tra le eccezioni descritte da ricordare c'è il risorto Hal Jordan, che visse a Coast City quando non lavorava come pilota per la Edwards Air Force Base.
Anche la marina americana stabilì una presenza nella regione a seguito della sua ricostruzione, sia come sicurezza domestica che misura di stimolo economico.
Un anno dopo gli eventi di Crisi Infinite, finì la ricostruzione di Coast City. Durante la Guerra contro i Sinestro Corps, fu un bersaglio scelto da Sinestro e dall'organizzazione terrorista che portava il suo nome come parte di una trama distruttrice. Nonostante l'incitamento alla corsa di Hal Jordan, i cittadini rimasero dov'erano, addirittura accendendo luci verdi nelle loro case come supporto. Jordan, i suoi compagni Lanterne Verdi ed il suo amico Kyle Rayner difesero la città dall'attacco dei Sinestro Corps, e Sinestro fu sconfitto sui tetti di Coast City.
Dopo la battaglia, la popolazione della città sorse drammaticamente con il ritorno di cittadini ed esercizi economici. Fu occupato tutto lo spazio disponibile. Fu anche soprannominata dai media come "La città senza paura" così come si seppe i cittadini rimasero dov'erano nonostante sapessero dell'imminente arrivo di un'incalzante minaccia aliena.
All'epoca di Crisi Finale, la popolazione di Coast City fu citata nella lavagna promozionale della città come una quantità di 2.686.164 persone.
All'inizio di La notte più profonda, fu notato che la popolazione era cresciuta fino alla quantità di 2.765.321 persone. Fu eretto un nuovo memoriale per la memoria della storia della città che includeva una lanterna verde accesa da Hal Jordan, John Stewart, Kyle Rayner e Guy Gardner.

## Geografia
L'Atlante dell'Universo DC pubblicato dalla Mayfair Games nel 1990, piazzò Coast City nella California del Nord, tra San Francisco e la Star City di Freccia Verde.
Le caratteristiche di Coast City comprendevano la Ferris Aircraft, una compagnia aerospaziale in cui Hal Jordan lavorava come pilota; il suo interesse romantico, Carol Ferris, era il direttore della compagnia. Coast City comprendeva anche una spiaggia estesa, ed era un posto popolare per il surf.

## Altri media
- Nell'episodio La settimana dell'allegria della seconda stagione di Smallville, Coast City viene nominata da Clark Kent come luogo in cui i suoi nonni materni si sono ritirati dopo la vita lavorativa a Metropolis.
- Coast City è citata nel diciassettesimo episodio della serie televisiva Arrow dalla detective McKenna Hall.